# 颜珂
颜珂（1972年2月—），女，汉族，祖籍台湾高雄，台湾二代，中华人民共和国政治人物，现任中华全国台湾同胞联谊会副会长，广东省台湾同胞联谊会会长，中华全国青年联合会副主席，第十三届全国政协委员，第十四届全国人民代表大会台湾省代表。

## 生平
2024年，第十四屆全國人民代表大會第二次會議期間，顏珂擔任全國人大台灣代表團副團長，認為兩岸關係面臨嚴峻複雜形勢，民進黨拒不承認“九二共識”，堅持“反中抗中”的立場，嚴重危害台海的和平穩定，她堅定不移反對“台獨”分裂和外來干涉。